# Jean Marais
Jean Marais (11. december 1913 – 8. november 1998) var en fransk skuespiller, maler, instruktør og kunstner.
Man husker som det menneskelige udyr i Jean Cocteaus film: Skønheden og udyret.
Han spillede rollen som Fantomas med Louis de Funès og over for Catherine Deneuve i Peau d'âne af Jacques Demy. 
Han var Jean Cocteaus elsker i 30 år. Og han malede mange landskaber nær Cannes, hvor han havde et hus.

## Udvalgt filmografi
- Skønheden og udyret af Jean Cocteau (1946)
- Orfeus af Jean Cocteau (1949)
- Fantomas (1964)
- Parking (1985) af Jacques Demy
- Les Misérables (1995) af Claude Lelouch